# Raïon de Kovdor
Le raïon de Kovdor, ou plus précisément arrondissement urbain du raïon de Kovdor (Городской округ Ковдорский район), est l'une des subdivisions territoriales administratives de l'oblast de Mourmansk. Son centre administratif est la ville de Kovdor. Le chef de l'administration est Nikolaï Karelski.

## Géographie
Le raïon couvre 4 066 km2. Il est situé au sud-ouest de la péninsule de Kola, au nord-ouest de la Russie. 

## Population
Sa population s'élevait à 20 258 habitants en 2013.

## Divisions administratives
Le raïon comprenait au 5 juillet 2021 6 localités: une ville, Kovdor, et cinq villages : Iona, Ionski, Kouropta, Leïpi, Pikolatva.
| Liste des localités | Liste des localités | Liste des localités | Liste des localités | Liste des localités |
| N°                  | Localité            | Statut              | Population 2010     | Population 2021     |
| ------------------- | ------------------- | ------------------- | ------------------- | ------------------- |
| 1                   | Iona                | village             | 314                 |                     |
| 2                   | Ionski              | localité            | 1534                | 1002                |
| 3                   | Kovdor              | ville               | 15 423              | 15 770              |
| 4                   | Kouropta            | localité            | 90                  |                     |
| 5                   | Leïpi               | localité            | 346                 |                     |
| 6                   | Pikolatva           | localité            | 193                 |                     |

## Transports
Le territoire du raïon est traversé sur 98 km par la route fédérale M18, dite « Kola », qui relie Mourmansk à Saint-Pétersbourg. Kovdor est reliée par le chemin de fer à Kandalakcha. 